# Changestwobowie
Changestwobowie é uma coletânea musical de David Bowie lançada em 1981 e que é a continuação da anterior, Changesonebowie, de 1976.

## Faixas
Canções escritas por David Bowie, exceto onde notado.
1. "Aladdin Sane (1913-1938-197?)" (de Aladdin Sane, 1973) – 5:08
2. "Oh! You Pretty Things" (de Hunky Dory, 1971) – 3:13
3. "Starman" (de Ziggy Stardust, 1972) – 4:13
4. "1984" (de Diamond Dogs, 1974) – 3:25
5. "Ashes to Ashes" (de Scary Monsters (and Super Creeps), 1980) – 3:39
6. "Sound and Vision" (de Low, 1977) – 3:03
7. "Fashion" (de Scary Monsters (and Super Creeps), 1980) – 3:24
8. "Wild Is the Wind" (de Station to Station, 1976) – 5:59
9. "John, I’m Only Dancing (Again)" (do single "John, I’m Only Dancing (Again), 1979) – 6:59
10. "DJ" (de Lodger, 1979) – 3:23